# Булахівський Лиман
Булахі́вський Лима́н — озеро в Україні, в межах Павлоградського району Дніпропетровської області. Розташоване на північ від села Булахівка, неподалік від південно-східної околиці Самарського лісу. 
Площа озера пересічно 50 га. Середня глибина 20—30 см, максимальна — до 60 см. Озеро видовженої форми з кількома затоками, найбільші з яких простягаються в північному напрямку. Живиться водами річки Березнегувата (притока Вовчої). Об'єм води в озері непостійний і залежить від атмосферних опадів та водності річки Березнегуватої, тому площа озера і довжина берегової лінії дуже коливаються; у посушливу пору його площа може скоротитися удвічі. 
В озері багато водоростей, безхребетних. Береги порослі осокою і низькими чагарниками. Водиться багато водоплавних і прибережних птахів. 

## Орнітологічний заказник
Для охорони природи озера і прилеглих ділянок створено (1977 р.) орнітологічний заказник державного значення «Булахівський Лиман», площею 100 га. 